# Athetis pectinifer
Athetis pectinifer är en fjärilsart som beskrevs av Aurivillius 1910. Athetis pectinifer ingår i släktet Athetis och familjen nattflyn. Inga underarter finns listade i Catalogue of Life.